# Netlogo
NetLogo is een programmeerbare omgeving waarin computersimulaties gemaakt kunnen worden.
Het is ontworpen om de natuurlijke en sociale omgeving na te bootsen en om zowel ruimte als tijd mee te nemen in het model. Het is ontworpen door Uri Wilensky in 1990 en is gebaseerd op Java. NetLogo is open software en kan door iedereen gebruikt worden. In NetLogo zit een bibliotheek gebouwd met een groot aantal modellen die bekeken en als basis gebruikt kunnen worden. Het is mogelijk meer modellen te downloaden.